# Ухин, Евгений Михайлович
Евгений Михайлович Ухин (1894 — 1951) — российский и советский лётчик.

## Биография
Учился в Покровской гимназии. Окончил Чугуевское военное училище в 1915 и курсы по подготовке наблюдателей авиации и воздухоплавания. Один из первых лётчиков-большевиков. В 1920 лётчик 26-го авиаотряда, в 1924 лётчик-наблюдатель 2-го авиаотряда.  Демобилизовался из армии в 1934.

### Награды
- Орден Красного Знамени РСФСР;[1]
- Орден Красного Знамени РСФСР;[2]
- Орден Красного Знамени РСФСР.